# Dean Berta Viñales
Dean Berta Viñales   (Palau-saverdera, 20 d'abril de 2006 - Jerez de la Frontera, 25 de setembre de 2021) va ser un pilot català de motociclisme del Campionat del Món de Supersport 300, pertanyent a l'equip Viñales Racing Team. Era cosí segon de Maverick Viñales, també pilot de motociclisme i campió del món de Moto3, i d'Isaac Viñales, pilot del mundial de Superbike i expilot de Moto2.
Va debutar en el Campionat del Món de Supersport 300 el 2021, on va disputar 11 carreres, arribant a aconseguir un quart lloc a la cursa disputada al Circuit de Nevers Magny-Cours (França). Va morir a conseqüència dels cops rebuts després d'una caiguda en el Circuit de Jerez durant la disputa d'una de les proves del campionat de el món de la categoria SSP300. En el revolt número 1 del circuit es va produir una caiguda múltiple, i després de caure a terra va ser atropellat per altres pilots.
A les 15:11 hores del mateix dia de l'accident, l'organització va publicar el següent missatge a les seves xarxes socials: Ens entristeix profundament informar de la mort de Dean Berta Viñales. La família de Superbikes envia el seu amor a la família, éssers estimats i el seu equip. Estranyarem enormement la seva personalitat, entusiasme i compromís. Tot el món de les carreres de motos et trobarà a faltar, Dean. Viatja en pau

## Estadístiques

### Campionat del món de Supersport 300

#### Per temporada
| Temp. | Cat.           | Moto          | Equip               | N.º | Carreres | Victòries | Podis | Poles | V.Ráp. | Pts | Pos |
| ----- | -------------- | ------------- | ------------------- | --- | -------- | --------- | ----- | ----- | ------ | --- | --- |
| 2021  | Supersport 300 | Yamaha YZF-R3 | Viñales Racing Team | 25  | 11       | 0         | 0     | 0     | 1      | 26  | 22  |